# Sergei Alexejewitsch Nikitin
Sergei Alexejewitsch Nikitin (russisch Сергей Алексеевич Никитин; * 3. Mai 1950 in Moskau) ist ein sowjetisch-russischer Kriminalist, Experte der Gesichtsrekonstruktion und Bildhauer.

## Leben
Nikitin studierte am nach Nikolai Pirogow benannten Moskauer Medinstitut. 1972–1975 erlernte er in Michail Gerassimows Laboratorium die Gesichtsrekonstruktion.
Nikitin wurde Chefspezialist des Moskauer Büros für Rechtsmedizinische Expertisen, in dem er seit 1973 arbeitete. Er entwickelte Methoden für vergleichende Untersuchungen von Gesichts- und Schädelfotografien und für die Computer-gestützte Erstellung von Porträts nach Schädelabbildungen. Im Auftrag des Büros für Rechtsmedizinische Expertisen und des Forschungsinstituts für Rechtsmedizin bewertete Nikitin auch Exhumierungsarbeiten.
Nikitin beteiligte sich mit dem Allrussischen Forschungsinstitut für Flug- und Raumfahrtmedizin an wissenschaftlichen und praktischen Entwicklungen. 1984–2006 führte er Untersuchungen für den Lehrstuhl für Archäologie der Lomonossow-Universität Moskau, für das Komsomol-Stadtkomitee Schukowski, für die wissenschaftliche Abteilung für Höhlengeschichte des Kiewer-Höhlenkloster-Reservats, für das Institut für Weltliteratur, für die von Tatjana Panowa geleitete Archäologie-Abteilung des Moskauer Kreml, für das Patriarchat von Moskau und der ganzen Rus, für das Institut für Archäologie der Russischen Akademie der Wissenschaften und für das Staatsarchiv der Russischen Föderation durch.
1994 begutachtete Nikitin die Auffindung der Überreste der 1918 ermordeten Zarenfamilie und beteiligte sich an der Arbeit der Regierungskommission. Insbesondere rekonstruierte er die Gesichter der Zarenfamilie. Im Januar 1995 wurde er im Auftrag des Ministeriums für Gesundheitsfürsorge und Medizinindustrie der Russischen Föderation nach Mosdok geschickt, um die Untersuchung der sterblichen Überreste der zu Beginn des Ersten Tschetschenienkriegs getöteten Unbekannten zu organisieren. Er begutachtete die terroristischen Akte in Moskau und Beslan. Im Februar 2000 trug er auf der 52th Annual Scientific Conference of the American Academy of Forensic Sciences in Reno vor. Bei dem anschließenden internationalen Gesichtsrekonstruktionswettbewerb im März 2000 gelang ihm die beste Gesichtsrekonstruktion.
Nikitin fertigte 580 plastische und grafische Porträts für Fahndungszwecke an. Er schuf 28 Porträt-Skulpturen historischer Personen. Seine Arbeiten werden in Museen in Moskau, Jekaterinburg, Kiew, Tiksi, Tarussa, Alexin, Murom, Norilsk und Susdal ausgestellt.

## Werke (Auswahl)

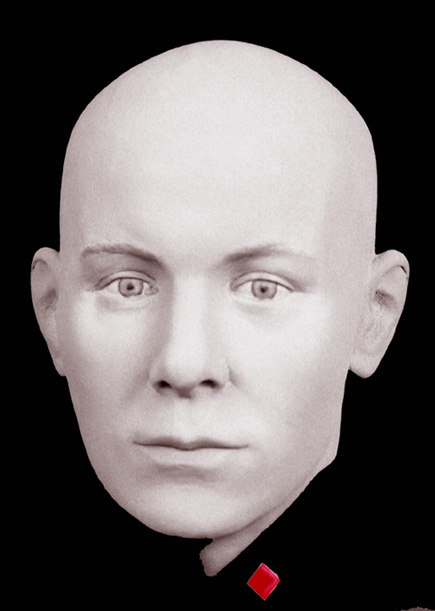
Pilot W. J. Kossorukow, gefallen im November 1941 in der Schlacht um Moskau (Rekonstruktion 1986)
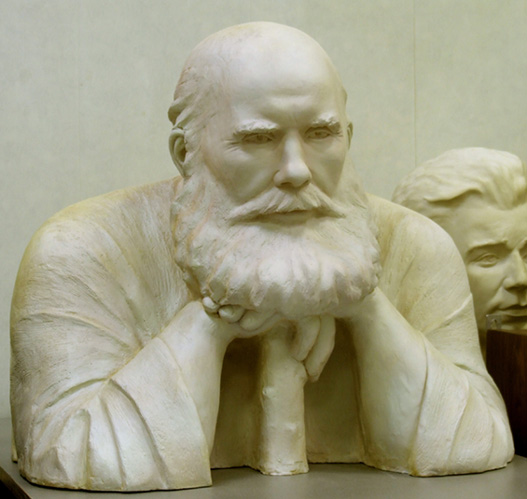
Ilja Muromez (Rekonstruktion 1989)
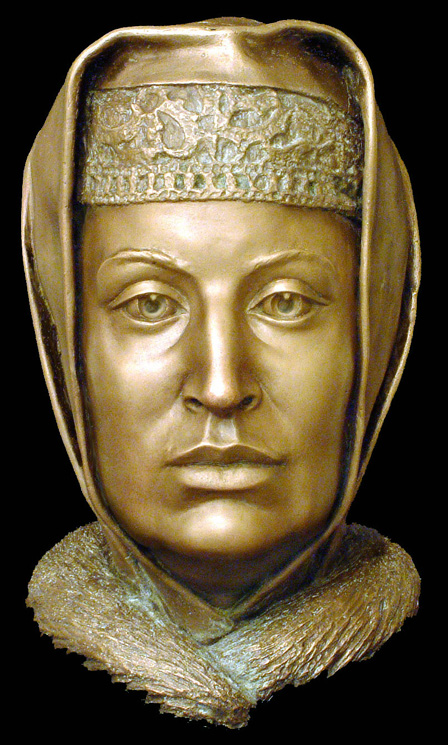
Sofia Palaiologa (Rekonstruktion 1994)
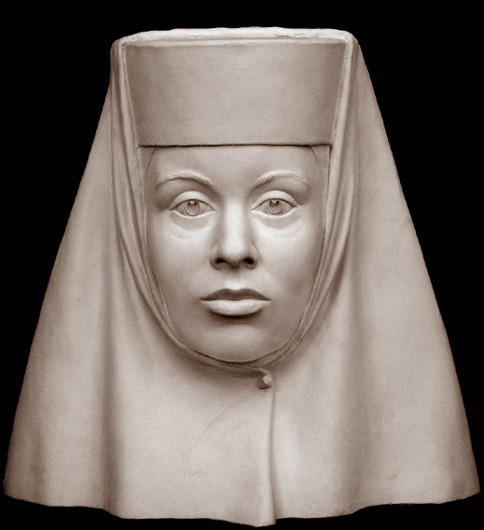
Irina Godunowa (Rekonstruktion 2002)
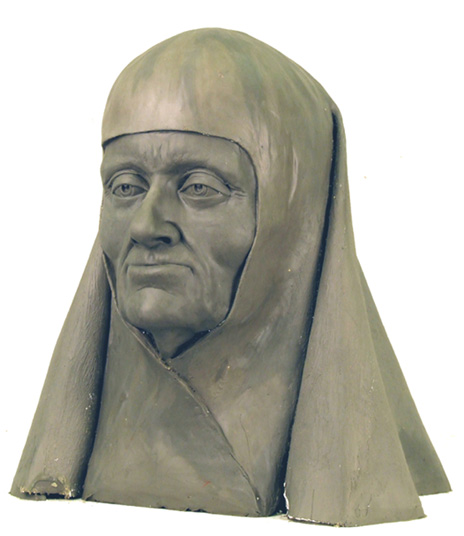
Uljana Fjodorowna Sacharjina, Mutter der Zarin Anastassija Romanowna Sacharjina (Rekonstruktion 2006)